# 4Q120

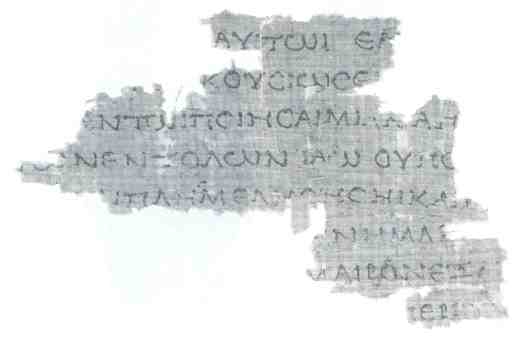
4Q120, fragmento 20

4Q120 (pap4QLXXLevb) é um manuscrito fragmentado de papiro, do livro de Levítico na versão grega da Septuaginta (LXX). É do primeiro século a.C. e foi encontrado na Caverna n.º 4 de Qumran.

## ΙΑΩ como nome de Deus
Em dois dos fragmentos, frg. 6 (Lev 3:12) e frg. 20 (Lev 4:27), o tetragrama hebraico YHWH é traduzido pelo nome ΙΑΩ (IAO).
Lv 4:27 
[αφεθησεται ]αυτωι εαν[ δε ψυχη μια] 

[αμαρτ]η[ι α]κουσιως εκ[ του λαου της] 

[γης ]εν τωι ποιησαι μιαν απ[ο πασων] 

των εντολων ιαω ου πο[ιηθησε]
Lv 3:12–13
[τωι ιαω] 12 εαν δ[ε απο των αιγων] 

[το δωρ]ον αυτο[υ και προσαξει εν] 

[αντι ι]αω 13 και ε[πιθησει τας χει]
O manuscrito está atualmente no Museu Rockefeller em Jerusalém.